# Cynomys leucurus
Il cane della prateria dalla coda bianca (Cynomys leucurus Merriam, 1890) è un roditore della famiglia degli Sciuridi, presente nel Wyoming occidentale, in cui si trovano le popolazioni più numerose, e nel Colorado occidentale, nonché in piccole aree nello Utah orientale e nel Montana meridionale.

## Descrizione
Il cane della prateria dalla coda bianca è di colore marrone chiaro; ha la coda bianca; ha degli occhi grandi e una macchia scura sotto entrambi; e sulle guance una macchia bianca. Pesa tra gli 800 e gli 1500g e ha una lunghezza tra i 315 e i 399mm.

## Biologia
Sono in competizione interspecie con lo scoiattolo di terra del Wyoming. Quando lo scoiattolo entra nel territorio del cane della prateria dalla coda bianca, questi lo insegue. È raro che il cane della prateria catturi e uccida lo scoiattolo; quando accade, lascia lo scoiattolo ai predatori volatili. Le femmine di cane della prateria dalla coda bianca che uccidevano gli scoiattoli avevano aumentato le dimensioni della cucciolata, ma maggiore era il numero dei cuccioli, minori erano le sue possibilità di sopravvivere a ogni attacco successivo. I suoi predatori sono i furetti dai piedi neri, tassi, aquile reali, coyote, linci rosse, poiane di Swainson.
I cani della prateria dalla coda bianca sono diurni, essendo più attivi al mattino e al pomeriggio. Questa specie, in particolare, va in letargo nelle tane sotterranee durante le stagioni invernali, e successivamente emerge in superficie quando si verificano cambiamenti stagionali più caldi. I maschi escono dal letargo tra la fine di febbraio e l'inizio di marzo, mentre la femmina esce circa 2-3 settimane dopo.

## Habitat
Vive in zone aride, desertiche e in ambienti con tanti arbusti; ad altitudini comprese tra 1 300 e 3 000 m, generalmente più elevate rispetto a quelle di altre specie di cani della prateria.

## Alimentazione
Sono onnivori. Si nutrono principalmente di erba, forb, cactus, semi, radici carex, ma anche di insetti e carcasse.

## Comunicazione
La comunicazione del cane della prateria dalla coda bianca è articolata, si basa sulla frequenza e l'intensità del suono. Quando sono in stato di allerta, abbaiano ripetutamente; quando sono inquieti, abbaiano rapidamente. Emettono un abbaio simil risata per riunire il gruppo. Fanno un ringhio debole e di bassa intensità quando percepiscono un'intensa minaccia; emettono un ringhio acutamente forte quando la minaccia è superficiale. Urlano quando sono stressati.

## Struttura sociale
Hanno un sistema sociale complesso e vivono in colonie. Mediamente, ogni colonia ha 6 diversi clan o famiglie. Queste famiglie cercano insieme cibo e risorse. Le femmine e i loro cuccioli sono sedentari, poiché rimangono vicine o all'interno della tana, mentre il maschio va alla ricerca del cibo.

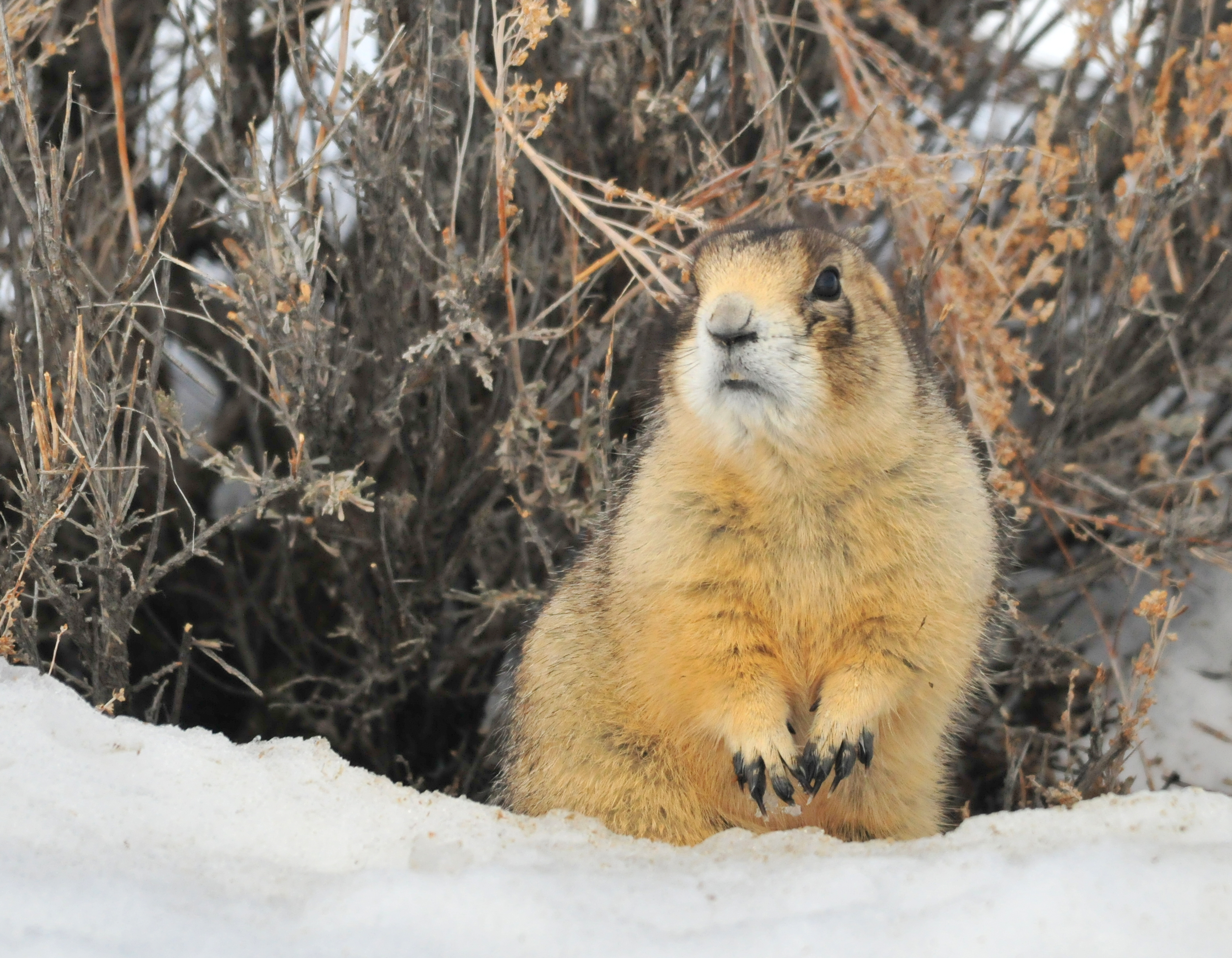
In Wyoming, durante l'inverno

## Conservazione
Le popolazioni di cani della prateria dalla coda bianca sono diminuite drasticamente e la popolazione rimanente occupa solo l'8% circa del loro areale originale. È soggetto al controllo della popolazione da parte dell'uomo e alle sue attività (avvelenamento, agricoltura e urbanizzazione); e inoltre è minacciato dalla peste silvatica (tasso di mortalità pari o superiore al 90%). Questa specie vive in piccole comunità che rischiano di essere annientate; appare nella Lista Rossa IUCN delle specie minacciate, con uno stato di preoccupazione minima, valutato l'ultima volta nel 2016.
Sono state presentate petizioni per proteggere il cane della prateria dalla coda bianca, ma sono state respinte dallo United States Fish and Wildlife Service a causa dell'insufficienza di dati scientifici che descrivono le attuali tendenze della popolazione. Questa smentita è stata riconsiderata, perché si è scoperto che l'ex vice segretario aggiunto Julie MacDonald ha influenzato impropriamente la base scientifica della smentita. Gruppi come la Biodiversity Conservation Alliance stanno lavorando per proteggere legalmente questa specie.